# Rio Boholt
O Rio Boholt é um rio da Romênia afluente do Rio Mureş, localizado no distrito de Hunedoara.